# Milica Mandić
Milica Mandić –en serbi, Милица Мандић– (Belgrad, 6 de desembre de 1991) és una taekwondista sèrbia.
Va participar en els Jocs Olímpics de Londres 2012, obtenint una medalla d'or en la categoria de +67 kg. Als Jocs Europeus de Bakú 2015 va aconseguir una medalla de plata.
Va guanyar dues medalles al Campionat del Món de taekwondo, or al 2017 i bronze al 2011, i tres medalles de plata al Campionat d'Europa de taekwondo, entre els anys 2012 i 2016.

## Palmarès internacional
| Jocs Olímpics      | Jocs Olímpics             | Jocs Olímpics | Jocs Olímpics |
| Any                | Lloc                      | Medalla       | Categoria     |
| ------------------ | ------------------------- | ------------- | ------------- |
| 2012               | Londres ( Anglaterra)     | 1             | +67 kg        |
| Campionat del Món  |                           |               |               |
| Any                | Lloc                      | Medalla       | Categoria     |
| 2011               | Gyeongju ( Corea del Sud) | 3             | –73 kg        |
| 2017               | Muju ( Corea del Sud)     | 1             | –73 kg        |
| Jocs Europeus      |                           |               |               |
| Any                | Lloc                      | Medalla       | Categoria     |
| 2015               | Bakú ( Azerbaidjan)       | 2             | +67 kg        |
| Campionat d'Europa |                           |               |               |
| Any                | Lloc                      | Medalla       | Categoria     |
| 2012               | Manchester ( Anglaterra)  | 2             | –73 kg        |
| 2014               | Bakú ( Azerbaidjan)       | 2             | –73 kg        |
| 2016               | Montreux ( Suïssa)        | 2             | –73 kg        |